# Trîdubî, Krîve Ozero
Trîdubî (în ucraineană Тридуби) este localitatea de reședință a comunei Trîdubî din raionul Krîve Ozero, regiunea Mîkolaiiv, Ucraina.

## Demografie
Componența lingvistică a localității Trîdubî
     Ucraineană (97,82%)
     Rusă (1,85%)
     Alte limbi (0,33%)
Conform recensământului din 2001, majoritatea populației localității Trîdubî era vorbitoare de ucraineană (97,82%), existând în minoritate și vorbitori de rusă (1,85%).

## Legături externe
- pl Tryduby în Dicționarul geografic al Regatului Poloniei și al altor țări slave, volum XII (Szlurpkiszki — Warłynka) 1892